# Guillaume Soupart
Guillaume Soupart, né le 4 mai 1997 à Mons, est un homme politique belge représentant le Mouvement réformateur (MR) pour l'arrondissement de Mons-Borinage. Il siège au Parlement wallon et au Parlement de la Fédération Wallonie-Bruxelles depuis le 9 juin 2024, il est également conseiller communal à la ville de Mons depuis le 14 octobre 2018.

## Biographie
Après avoir passé toute son enfance à Ghlin, il entreprend des études de droit à l'Université libre de Bruxelles (ULB) et une spécialisation en droit européen, il obtient également un troisième master en sciences des religions. Engagé depuis 2018, il a été élu conseiller communal à Mons où il siège depuisau sein du parti Mons en Mieux. De 2020 à 2024, il a travaillé aux côtés de Jacqueline Galant en tant que collaborateur parlementaire,.

## Parcours politique
Guillaume Soupart, 2ème effectif sur les listes régionales MR pour l'arrondissement Mons-Borinage, a été élu député wallon le 9 juin 2024. Il est d'ailleurs le benjamin du Parlement wallon. En outre, il est aussi actif au sein des Jeunes MR, en tant que président de l’arrondissement de Mons-Borinage,.